# Vanessa Grimberg
Vanessa Grimberg (* 28. Januar 1993 in Stuttgart) ist eine deutsche Brustschwimmerin und mehrfache Deutsche Meisterin.
Die 1,76 m große Studentin schwimmt für den SB Schwaben Stuttgart, in der Startgemeinschaft SV Region Stuttgart. Ihr Trainer ist Jan König. Früherer Verein war der TSV Ludwigsburg.
Nach Erfolgen in der Jugend gewann Grimberg ihre erste Deutsche Meisterschaft bei den Deutschen Kurzbahnmeisterschaften 2011 in Wuppertal über 200 m in 2:24,39 min (Altersklassenrekord für 17-Jährige). 2014 fügte sie dem Gewinn der 200 m in 2:23,24 min noch den Sieg über 50 m in 31,02 s hinzu. 2015 siegte sie über die 100 m Brust in 1:06,12 min und über die 200 m in 1:06,12 min.
Auf der Langbahn siegte sie 2013, 2014 und 2015 in Berlin jeweils über 200 m (2:28,05, 2:26,54, 2:26,45). 2015 legte sie außerdem als Siegerin die 100 m in 1:08,12 min zurück.
Weniger erfolgreich gestalteten sich ihre Auftritte bei den Kurzbahneuropameisterschaften 2012 in Chartres (10. 100 m, 14. 50 m, 15. 200 m Brust) und 2013 in Herning (9. über 100 m).
Grimberg war auch für die Kurzbahnweltmeisterschaften 2014 in Doha qualifiziert, wo sie in den Vorläufen ausschied. Ihre Zeiten bei den Deutschen Meisterschaften 2015 bedeuteten die Normerfüllung für die Weltmeisterschaften 2015 in Kasan, wo sie ihre beste Platzierung im Halbfinale über 200 m mit Rang 14 erreichte. Bei den Kurzbahneuropameisterschaften 2015 in Netanja belegte sie über 200 m den vierten Platz.